# Fredrik Barnekow
Christian Fredrik Kjell Barnekow, född 26 november 1839 i Vinslövs församling, Kristianstads län, död 13 januari 1912 i Kristianstad (folkbokförd i Vinslövs församling, Kristianstads län), var en svensk friherre, godsägare och riksdagsman. Han var farfar till Fredrik Barnekow, Malte Barnekow och Ove Barnekow.

## Biografi
Barnekow var underlöjtnant vid Skånska dragonerna 1860–1870, och godsägare på Åraslöv från 1870. Han var ledamot av riksdagens första kammare 1877–1895 och var ledamot av andra kammaren 1896–1905 (för valkretsen Västra Göinge domsaga i Kristianstads län). Barnekow var ordförande i Bevillningsutskottet 1892–1893. Han var även ledamot vid kyrkomötena 1888, 1893, 1898 och 1903, samt ledamot av Kristianstads läns landsting 1880–1907, och dess ordförande från 1892.
Från början av sin riksdagsmannabana sympatiserade Barnekow med lantmannapartiets strävanden. Som medlem och senare ordförande i bevillningsutskottet utövade han ett stort inflytande i tullfrågorna, där han anslöt sig till den protektionistiska sidan. Han uttalade sig tidigt för en utvidgning av rösträtten till andra kammaren, och intog här, liksom i unionsfrågan gärna en medlande roll.
Barnekow är begravd på Kapellkyrkogården i Vinslövs församling.